# Русинов, Сергей Валентинович
Сергей Валентинович Русинов (14 января 1971, Новосибирск) — российский биатлонист, участник зимних Олимпийских игр 2002 года, участник Кубка мира, чемпион и призёр чемпионата России. Мастер спорта России международного класса.

## Биография
Воспитанник новосибирского биатлона, начал заниматься в лыжной секции при школе № 190. Первый тренер — А. Чепуров, также тренировался под руководством А. П. Никифорова и Я. В. Казанцева. Выступал за спортивный клуб Вооружённых Сил и город Новосибирск.
На уровне Кубка мира дебютировал в сезоне 1996/97 на этапе в Новосибирске, в индивидуальной гонке занял 30-е место, а в спринте набрал первые очки в зачёт Кубка мира, финишировав 25-м.
На чемпионате мира по летнему биатлону 1997 года в Кракове стал серебряным призёром в эстафете в составе сборной России. Спустя год на летнем чемпионате мира в Осрбли занял 35-е место в спринте и 26-е в пасьюте, а в эстафете не выступал.
В сезоне 2001/02 после пятилетнего перерыва вернулся в первую сборную России и принял участие в гонках Кубка мира. В своей первой гонке сезона — спринте на этапе в Хохфильцене — занял 20-е место и набрал зачётные очки. В масс-старте на этапе в Оберхофе показал свой лучший результат в карьере в личных видах, заняв четвёртое место. На следующем этапе, в Рупольдинге, впервые поднялся на пьедестал, заняв третье место в эстафете в составе российской команды. В общем зачёте сезона 2001/02 занял 31-е место, что стало его лучшим результатом в карьере.
Выступал на зимней Олимпиаде 2002 года в Солт-Лейк-Сити, занял 33-е место в спринте и 31-е — в гонке преследования.
В сезоне 2002/03 продолжал выступать на Кубке мира. Одержал свою единственную победу в смешанной эстафете на этапе в Рупольдинге, в составе сборной России вместе с Анной Богалий, Ольгой Зайцевой и Сергеем Башкировым. В личных гонках лишь два раза набирал очки, заняв 15-е место в индивидуальной гонке в Антерсельве и 30-е — в пасьюте в Эстерсунде.
В сезоне 2003/04 выступал только на Кубке IBU, а по окончании сезона прекратил выступления на международном уровне.
На уровне чемпионата России становился чемпионом в эстафете (2001, 2003) и командной гонке (2005), серебряным призёром в масс-старте (2001), командной гонке (2003, 2004) и смешанной эстафете (2005), бронзовым призёром в 2004 году в эстафете и гонке патрулей. В летнем биатлоне был серебряным призёром в эстафете (2003) и индивидуальной гонке (2004). В 2001 году стал победителем Кубка России[уточнить].
В 2006 году стал победителем чемпионата Азии по летнему биатлону в Чите.
Окончил Новосибирский педагогический университет.

#### Статистика выступлений на Кубке мира
- 1996/97 — 84-е место
- 2001/02 — 31-е место
- 2002/03 — 65-е место